# Прем'єр-ліга (Вірменія)
Чемпіона́т Вірме́нії з футбо́лу, Вірме́нська Прем'є́р-лі́га — футбольні змагання у Вірменії, започатковані в 1992 році.

## Історія
З 1936 по 1991 роки змагання проходило як регіональний турнір у рамках СРСР. У 1992 році була створена Федерація футболу Вірменії, а разом з нею «Вища ліга», назва якої змінилася в 1999 році на нинішню. З 1992 по 1995 і з 1997 року чемпіонат проходить за системою весна-осінь, у сезонах 1995/1996 і 1996/1997 років — проходив по системі осінь-весна. У Прем'єр-лізі на сьогоднішній день бере участь десять команд. За роки існування ліга перетворилася з маленького турніру, в якому брало участь лише вісім команд, в чемпіонат з двох дивізіонів. Чемпіонат Вірменії проходить у 4 кола, двічі — вдома і двічі — на виїзді.

## Чемпіони Вірменської РСР
- 1936 Динамо
- 1937 Динамо
- 1938 Спартак
- 1939 Спартак
- 1940 Спартак
- 1941-44 не проводився
- 1945 Спартак
- 1946 Динамо
- 1947 Динамо
- 1948 Динамо
- 1949 Динамо
- 1950 Врожай
- 1951 Будівельник
- 1952 Спартак
- 1953 Червоний Прапор
- 1954 Спартак
- 1955 Хімік
- 1956 Еребуні
- 1957 Червоний Прапор
- 1958 Еребуні
- 1959 Еребуні
- 1960 Текстильник
- 1961 Текстильник
- 1962 Текстильник
- 1963 Локомотив
- 1964 Хімік
- 1965 Аракс
- 1966 Електротехнік
- 1967 Котайк
- 1968 Аракс
- 1969 Аракс
- 1970 Мотор
- 1971 Еребуні
- 1972 Зірка
- 1973 Котайк (футбольний клуб)
- 1974 Еребуні
- 1975 Котайк
- 1976 Котайк
- 1977 Аракс
- 1978 КанАЗ
- 1979 Арагац
- 1980 Арагац
- 1981-86 не проводився
- 1987 Арагац
- 1988 Електрон
- 1989 Гандзасар
- 1990 Арарат-2
- 1991 Гандзасар

## Чемпіони та призери
| Сезон                       | Чемпіон         | 2-е місце       | 3-е місце         |
| 1992 *                      | Ширак           | Бананц          | Арарат            |
| 1992 *                      | ВЗСС            | Бананц          | Арарат            |
| 1993 *                      | Арарат          | Ширак           | Бананц            |
| 1994 *                      | Ширак           | ВЗСС            | Арарат            |
| 1995 *                      | Ширак           | Цемент          | Зангезур          |
| 1995 *                      | Арарат          | ВЗСС            | Котайк            |
| 1995/1996 *                 | Пюнік           | Ширак           | Єреван            |
| 1996/1997 *                 | Пюнік           | Арарат          | Єреван            |
| 1997 *                      | Єреван          | Ширак           | Еребуні           |
| 1998 *                      | Цемент          | Ширак           | Єреван            |
| 1999                        | Ширак           | Арарат          | Цемент            |
| 2000                        | Аракс           | Арарат          | Ширак             |
| 2001                        | Пюнік           | Звартноц-ААЛ    | Спартак           |
| 2002                        | Пюнік           | Ширак           | Бананц            |
| 2003                        | Пюнік           | Бананц          | Ширак             |
| 2004                        | Пюнік           | Міка            | «Бананц» (Єреван) |
| 2005                        | Пюнік           | Міка            | Бананц            |
| 2006                        | Пюнік           | Бананц          | Міка              |
| 2007                        | Пюнік           | Бананц          | Міка              |
| 2008                        | Пюнік           | Арарат          | Гандзасар         |
| 2009                        | Пюнік           | Міка            | Уліссес           |
| 2010                        | Пюнік           | Бананц          | Уліссес           |
| 2011                        | Уліссес         | Пюнік           | Гандзасар         |
| 2012/13                     | Ширак           | Міка            | Гандзасар         |
| 2013/14                     | Бананц          | Ширак           | Міка              |
| 2014/15                     | Пюнік           | Уліссес         | Ширак             |
| 2015/16                     | Алашкерт        | Ширак           | Пюнік             |
| 2016/17                     | Алашкерт        | Гандзасар       | Ширак             |
| 2017/18                     | Алашкерт        | Бананц          | Гандзасар         |
| 2018/19                     | Арарат-Вірменія | Пюнік           | Бананц            |
| 2019/20                     | Арарат-Вірменія | Ноах            | Алашкерт          |
| 2020/21                     | Алашкерт        | Ноах            | Урарту            |
| 2021/22                     | Пюнік           | Арарат-Вірменія | Алашкерт          |
| 2022/23                     | Урарту          | Пюнік           | Арарат-Вірменія   |
| 2023/24                     | Пюнік           | Ноах            | Арарат-Вірменія   |
| 2024/25                     | Ноах            | Арарат-Вірменія | Урарту            |
| * Ліга мала назву Вища ліга |                 |                 |                   |

## Кількість титулів
| Клуб                       | Чемпіон | 2-е місце | Переможні роки |
| -------------------------- | ------- | --------- | --- |
| Пюнік (Єреван)             | 16      | 3         | 1992 (розділили), 1995–96, 1996–97, 2001, 2002, 2003, 2004, 2005, 2006, 2007, 2008, 2009, 2010, 2014–15, 2021–22, 2023–24 |
| Ширак                      | 4       | 7         | 1992 (розділили), 1994, 1999, 2012–13                                                                                     |
| Алашкерт                   | 4       | –         | 2015–16, 2016–17, 2017–18, 2020–21                                                                                        |
| Урарту до 2019 року Бананц | 2       | 6         | 2013–14, 2022–23 |
| Арарат-Вірменія            | 2       | 2         | 2018–19, 2019–20 |
| Аракс Арарат               | 2       | –         | 1998, 2000 |
| Арарат Єреван              | 1       | 4         | 1993 |
| Ноах                       | 1       | 3         | 2024–25 |
| Уліссес                    | 1       | 1         | 2011 |
| Єреван                     | 1       | –         | 1997 |
| Міка                       | –       | 4         | |
| Гандзасар                  | –       | 2         | |
| Звартноц                   | –       | 1         | |

- Курсивом виділено клуби, що припинили існування або об'єдналися з іншим клубом